# Вулиця Василя Жуковського (Київ)
Ву́лиця Василя́ Жуко́вського — вулиця в Голосіївському районі міста Києва, місцевість Голосіїв. Пролягає від Васильківської вулиці до Краматорської вулиці. 
Прилучаються вулиці Козацька та Карпатської Січі.

## Історія
Виникла у середині XX століття під назвою вулиця Жуковського. Уточнена сучасна назва на честь російського поета Василя Жуковського — з 1977 року. 